# Crypsotidia mesosema
Crypsotidia mesosema là một loài bướm đêm trong họ Erebidae.